# Gunungan (Kartoharjo)
Gunungan is een bestuurslaag in het regentschap Magetan van de provincie Oost-Java, Indonesië. Gunungan telt 2487 inwoners (volkstelling 2010).